# Drakkar (belgische Band)
Drakkar ist eine belgische Power- und Speed-Metal-Band aus Jurbise, die im Jahr 1983 gegründet wurde, sich nach 1988 auflöste, 1998 wieder zusammenfand, sich 1999 erneut auflöste und sich 2012 wieder zusammenschloss.

## Geschichte
Die Band wurde im Jahr 1983 gegründet. In den nächsten zwei Jahren arbeitete die Band an den ersten Stücken, sodass im Jahr 1985 das erste Demo veröffentlicht wurde. Das Demo wurde von Rudy Lenners produziert. Durch das Demo erreichte die Band einen Vertrag mit Mausoleum Records. Im Jahr 1985 und 1986 folgten Auftritte in Belgien und im Norden Frankreichs. Im Jahr 1987 nahm die Band ein weiteres Demo erneut mit Rudy Lenners auf. Durch das Demo erreichte die Band einen Vertrag bei Musidisc. Bei diesem Label veröffentlichte die Gruppe ihr Debütalbum X-Rated im Jahr 1988. Das Album erschien in ganz Europa. Es folgten weitere Auftritte, darunter Auftritte als Vorband für Queensrÿche, Metallica, Overkill und Slayer. Ein Jahr Jahre später löste sich die Band vorerst auf.
Im Jahr 1998 fand die Band wieder zusammen und veröffentlichte im Folgejahr ein weiteres Demo. Ab August 1999 fanden die ersten Auftritte wieder statt, jedoch löste sich die Band noch im selben Jahr wieder auf. Nach einer erneuten Pause fand die Band im Januar 2012 wieder zusammen. Im selben Jahr erschien X-Rated Reloaded, eine neu gemasterte Wiederveröffentlichung des Debütalbums, mit neuer Covergestaltung und zusätzlichen, bisher unveröffentlichten Liedern.

## Stil
Die Band spielt eine Mischung aus klassischem, melodischem Heavy Metal und Speed Metal und ist vergleichbar mit Gruppen wie die frühen Metallica, Tokyo Blade und Helloween.

## Diskografie
- 1988: X-Rated (Album, Musidisc)
- 1990: Drakkar (Demo, Eigenveröffentlichung)
- 1999: When Music Becomes Magic (Demo, Eigenveröffentlichung)
- 2012: X-Rated Reloaded (Album, Ultimate Records)